# Sede titolare di California
La diocesi di California (in latino:  Dioecesis Californiensis) è una sede titolare della Chiesa cattolica.

## Storia
La diocesi della California fu eretta il 27 aprile 1840 con il breve Apostolicam sollicitidinem di papa Gregorio XVI, ricavandone il territorio dalla diocesi di Sonora (oggi arcidiocesi di Hermosillo). Comprendeva le due Californie, ossia la regione americana dell'Alta California (che sommava i territori degli attuali stati di California, Utah, Nevada e parte di Arizona e Wyoming) e quella messicana, oggi divisa negli stati della Bassa California e della Bassa California del Sud. Sede vescovile era la città di San Diego.
Il 20 novembre 1849, in seguito al trasferimento della sede vescovile da San Diego a Monterey, la parte statunitense ha assunto il nome di diocesi di Monterey.
Dal 1996 California è annoverata tra le sedi vescovili titolari della Chiesa cattolica; dal 25 febbraio 2011 il vescovo titolare è William John Waltersheid, vescovo ausiliare di Pittsburgh.

## Cronotassi dei vescovi titolari
- John James Ward † (15 giugno 1996 - 10 gennaio 2011 deceduto)
- William John Waltersheid, dal 25 febbraio 2011